# Florian Grengbo
Florian Grengbo, né le 23 août 2000 à Bourg-en-Bresse, est un coureur cycliste sur piste français, spécialiste des épreuves de vitesse. En 2021, il est vice-champion du monde et médaillé de bronze aux Jeux olympiques en vitesse par équipes.

## Biographie
Licencié à l'École de cyclisme de Bourg-en-Bresse, Florian Grengbo décroche chez les cadets en 2016 le titre de champion de France de vitesse et de vitesse par équipes avec Rayan Helal et Lucas Ronat.
Chez les juniors, il conserve son titre de champion de France par équipe en 2017 et décroche deux médailles de bronze en vitesse individuelle et en keirin. Il se fait remarquer durant l'été en remportant la première place en vitesse par équipes lors des championnats du monde juniors avec Vincent Yon et Titouan Renvoisé. Lors des championnats d'Europe juniors et espoirs, il récolte les titres de champion d'Europe junior du keirin, de vice champion d'Europe en vitesse individuelle et de champion d'Europe en vitesse par équipes avec les espoirs.
En septembre de la même année, il devient membre du pôle olympique de Saint-Quentin-en-Yvelines et tente de s'y faire une place en tant que démarreur pour la vitesse par équipes. Il participe à sa première étape de coupe du monde à Londres en décembre et prépare en parallèle de ses entraînements un baccalauréat scientifique. 
À la fin de l'année 2019, Florian Grengbo intègre la Team Voussert, un projet d'équipe professionnelle dédiée à la piste aux côtés de Quentin Lafargue, Melvin Landerneau et Quentin Caleyron. Il remporte sa première victoire de coupe du monde en vitesse par équipes en janvier 2020 à Milton au Canada.
À la suite du confinement du début d'année, il participe avec Tom Derache et Vincent Yon à l'épreuve de vitesse par équipes lors des championnats d'Europe espoirs reportés en octobre à Fiorenzuola en Italie. L'équipe ne trouve cependant pas l'occasion de s'entraîner sur une piste adaptée avant le début des épreuves et termine cinquième du classement.
Il participe aux Jeux olympiques d'été de 2020 à Tokyo, où il est médaillé de bronze en vitesse par équipes avec Sébastien Vigier et Rayan Helal. Il est alors considéré comme l'un des principaux espoirs de la piste française. Aux mondiaux de Roubaix, disputés en octobre 2021, il devient vice-champion du monde de vitesse par équipes. Il manque les grandes compétitions en 2022 en raison d'une blessure au dos, puis au genou,,.
En 2023, il est sélectionné pour participer aux championnats du monde de cyclisme sur piste au cours de l'été.
En juillet 2024, il appartient à la liste des coureurs retenus par la Fédération française de cyclisme pour prendre part aux épreuves sur piste des Jeux olympiques.

## Palmarès

### Jeux olympiques
| Édition / Épreuve | Vitesse par équipes |
| Tokyo 2020        | Bronze              |
| Paris 2024        | 4e                  |

### Championnats du monde
| Édition / Épreuve    | Keirin | Vitesse individuelle | Vitesse par équipes |
| Aigle 2018 (juniors) | 4e     | 9e                   | Or                  |
| Roubaix 2021         |        |                      | Argent              |
| Glasgow 2023         |        |                      | Bronze              |

### Coupe du monde
- 2019-2020
  - 1er de la vitesse par équipes à Milton (avec Quentin Caleyron et	Quentin Lafargue)

### Coupe des nations
- 2022
  - 2e de la vitesse par équipes à Glasgow
- 2023
  - 3e de la vitesse par équipes à Jakarta

### Championnats d'Europe
| Édition / Épreuve          | Keirin | Vitesse individuelle | Vitesse par équipes                           |
| Aigle 2018 (juniors)       | Or     | Argent               | Or (avec Melvin Landerneau et Rayan Helal)    |
| Fiorenzuola 2020 (espoirs) |        |                      | 5e                                            |
| Apeldoorn 2024             |        |                      | Argent (avec Rayan Helal et Sébastien Vigier) |

### Championnats de France
- 2016
  -  Champion de France de vitesse cadets
  -  Champion de France de vitesse par équipes juniors (avec Rayan Helal et Lucas Ronat)
- 2017
  -  Champion de France de vitesse par équipes juniors (avec Rayan Helal et Nicolas Verne)
  - 3e du keirin juniors[2]
  - 3e de la vitesse juniors[2]

## Décorations
- Chevalier de l'ordre national du Mérite le 8 septembre 2021[17]